# 克拉西利夫卡 (科澤列齊區)
51°12′1″N 31°12′17″E / 51.20028°N 31.20472°E
克拉西利夫卡（烏克蘭語：Красилівка），是烏克蘭北部的村莊，隸屬切爾尼希夫州的切爾尼希夫區。該村始建於1670年，面積6.48平方公里，海拔高度115米，2001年人口721，人口密度每平方公里150.8人。